# Chad Wicks
Charles "Chad" Wicks (nascido em 6 de março de 1978) é um lutador profissional americano aposentado mais conhecido por seu tempo trabalhando com a Wrestling Entertainment World (WWE). Enquanto fazia parte da WWE, Wicks lutou como Chad Toland  na Ohio Valley Wrestling e mais tarde como Chad Dick no programa SmackDown!.

## Carreira profissional de wrestling

### Início de carreira e treinamento
Em 2000, Wicks começou seu treinamento no Chaotic Training Center em North Andover, Massachusetts como "salva-vidas" Billy Kryptonite. Ele começou sua carreira na promoção Chaotic Wrestling, mas foi chamado pelo Inoki Dojo depois de assistirerm uma luta entre Wicks e John Brooks. Em 16 de janeiro de 2004, John Walters o derrotou em uma luta onde o perdedor sairia da Chaotic Wrestling.
No início de 2004, Wicks começou a treinar no Inoki Dojo, na Califórnia. Ele também competiu pela New Japan Pro Wrestling Young Lions Cup e se juntou a Jushin Thunder Liger.

### World Wrestling Entertainment (2004-2006)
Em maio de 2004, Wicks assinou um acordo de desenvolvimento e se reportou à Ohio Valley Wrestling (OVW) em junho. Em 1 de dezembro de 2004 ele começou a aparecer na programação da OVW sob o nome de Chad Toland (substituto de Tank Toland) e derrotou Chris Cage para capturar o OVW Heavyweight Championship . No ano seguinte, ele começou a trabalhar com Tank Toland como The Blond Bombers e em 12 de abril de 2005 a equipe ganhou o OVW Tag Team Title dos Thrillseekers.
Ele fez sua estreia na WWE como Chad Dick junto com seu parceiro, James Dick em 14 de outubro de 2005 no WWE Friday Night SmackDown como uma metade dos Dicks. Depois que o The Mexicools venceu sua luta de 8 homens com Road Warrior Animal e Heidenreich ao derrotar Paul Burchill e William Regal e MNM, os vencedores foram emboscados pelos Dicks, onde Super Crazy e Psicosis receberam os finishers dos Dicks. Eles fizeram sua estreia no ringue em 5 de novembro no Velocity, derrotando jobbers e expandindo seus personagens como dançarinos Chippendale. No episódio de 25 de novembro do SmackDown, eles fizeram sua estreia oficial no SmackDown, derrotando Heidenreich e Road Warrior Animal após cegarem Animal com loção. Eles acabaram se tornando regulares no Velocity antes de uma aparição final na edição de 24 de fevereiro de 2006 do SmackDown! onde foram derrotados pelo The Boogeyman em uma partida de handicap.  Logo após a gravação, eles foram liberados.

## Vida pessoal
Em 14 de novembro de 2016, Wicks entrou em uma ação coletiva contra a WWE, movida por Konstantine Kyros, que esteve envolvido em uma série de outras ações judiciais contra eles, alegando que "ele está sofrendo de múltiplos sintomas de lesões cerebrais traumáticas repetitivas e está passando por cuidados neurológicos." A juíza distrital dos Estados Unidos, Vanessa Lynne Bryant, rejeitou a ação em setembro de 2018.

## Campeonatos e conquistas
- AWA Superstars of Wrestling
  - AWA Superstars of Wrestling World Tag Team Championship ( 1 vez ) - GQ Gallo
- Chaotic Wrtestling
  - Chaotic Wrestling Heavyweight Championship ( 1 vez )
  - Chaotic Wrestling New England Championship ( 2 vezes )
- Ohio Valley Wrestling
  - OVW Heavyweight Championship ( 1 vez ) [3]
  - OVW Southern Tag Team Championship ( 1 vez ) - com Tank Toland[4]